# Luddfingersvamp
Luddfingersvamp (Alloclavaria purpurea) är en svampart som först beskrevs av Elias Fries, och fick sitt nu gällande namn av Dentinger & D.J. McLaughlin 2007. Enligt Catalogue of Life ingår Luddfingersvamp i släktet Alloclavaria, klassen Agaricomycetes, divisionen basidiesvampar,  och riket svampar, men enligt Dyntaxa är tillhörigheten istället släktet Alloclavaria, ordningen Hymenochaetales, klassen Agaricomycetes, divisionen basidiesvampar,  och riket svampar. Arten är reproducerande i Sverige. Inga underarter finns listade.

## Källor

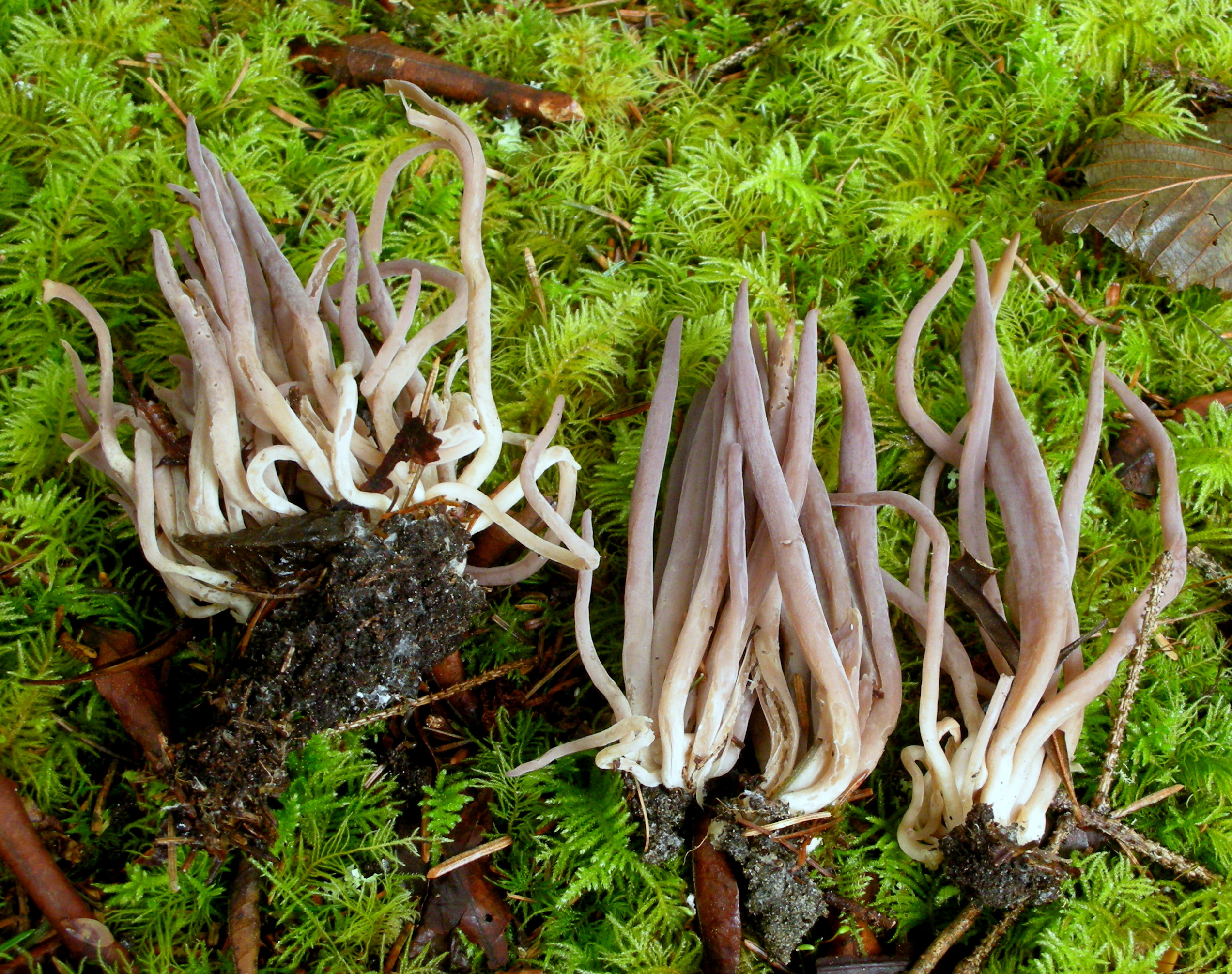
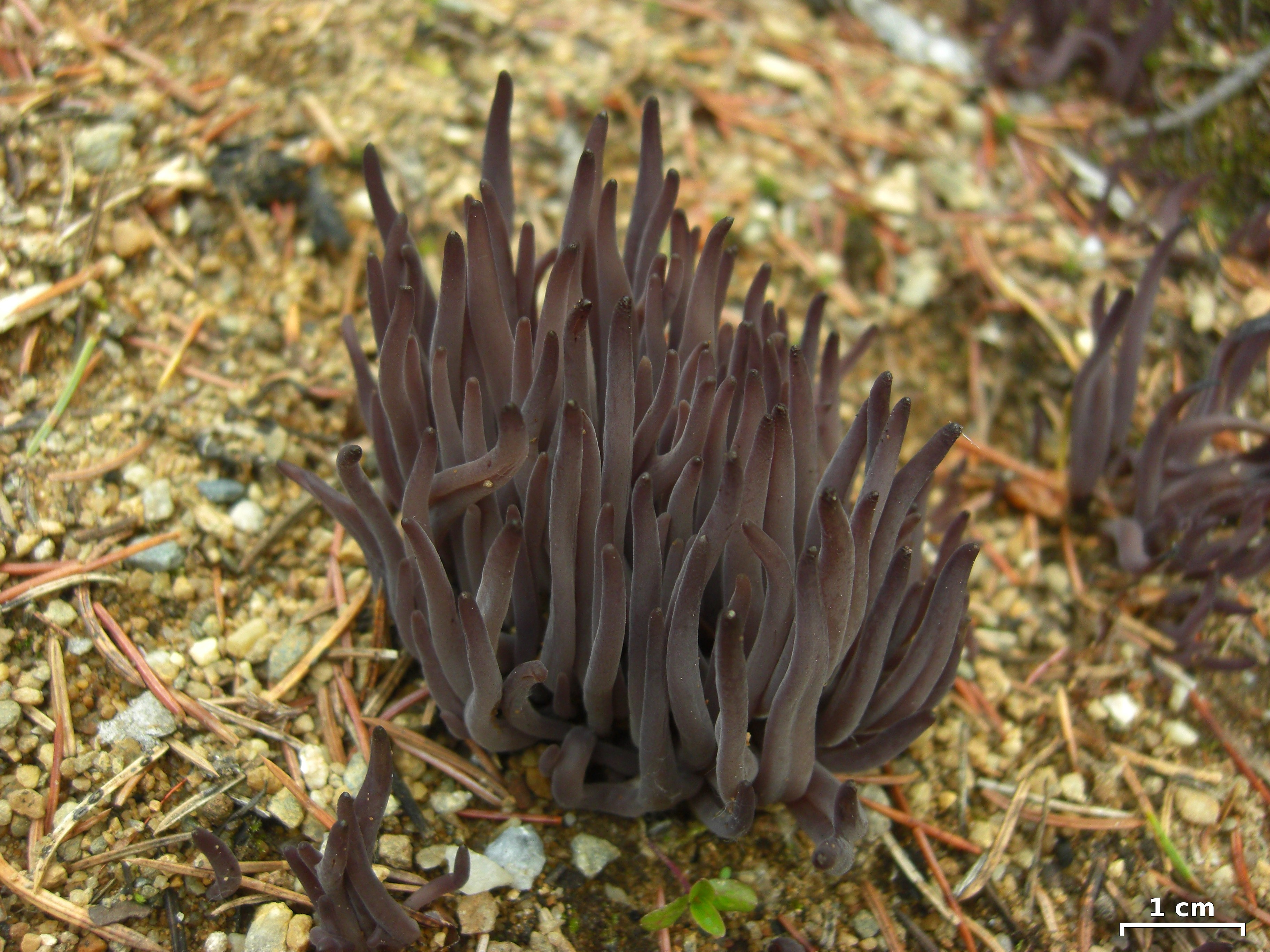